# Бліндаж штабу Південно-Західного фронту
Бліндаж штабу Південно-Західного фронту (рос. Блиндаж штаба Юго-Западного фронта)  — бліндаж генерала армії Ф. В. Толбухіна, командував Південним фронтом у Великої Вітчизняної війни. Розташований за адресою: місто Новошахтинськ, вулиця Фрунзе д. 15, 17, 19. Крім бліндажа збереглося і будівля, в якій розташовувалися відділи фронтового штабу. Бліндаж має статус історичної пам'ятки. Його складають дві маленькі кімнати, оббиті зсередини дошками. Перекриття із сталевих рейок і товстої земляного насипу успішно захищала його від артилерійського вогню противника. На будівлі штабу розміщена меморіальна табличка. Саме там виношувалися плани розгрому великого підрозділи німецьких військ на Міусе.
23 січня 2013 року на робочій нараді по темі уточнення числа військових поховань Новошахтинске та їх благоустрою особливу увагу було приділено питанню щодо об'єкта культурної спадщини федерального значення — бліндажу штабу Південно-Західного фронту. Історичний пам'ятник весь цей час перебував в аварійному стані. У січні 2013 року муніципальне установа «Новошахтинський історико-краєзнавчий музей» отримало охоронне зобов'язання, за умовами якого до 2017 року повинні бути проведені заходи щодо реконструкції цієї пам'ятки і створені нормальні умови його функціонування.